# Ordinariato militar de Alemania
El ordinariato militar de Alemania, obispado militar católico de Alemania o capellanía militar católica (en alemán: Deutsches Militärordinariat) es una circunscripción eclesiástica de la Iglesia católica en Alemania. Se trata de un ordinariato militar latino, inmediatamente sujeto a la Santa Sede. Desde el 24 de febrero de 2011 el ordinario militar es el obispo Franz-Josef Overbeck.

## Territorio y organización

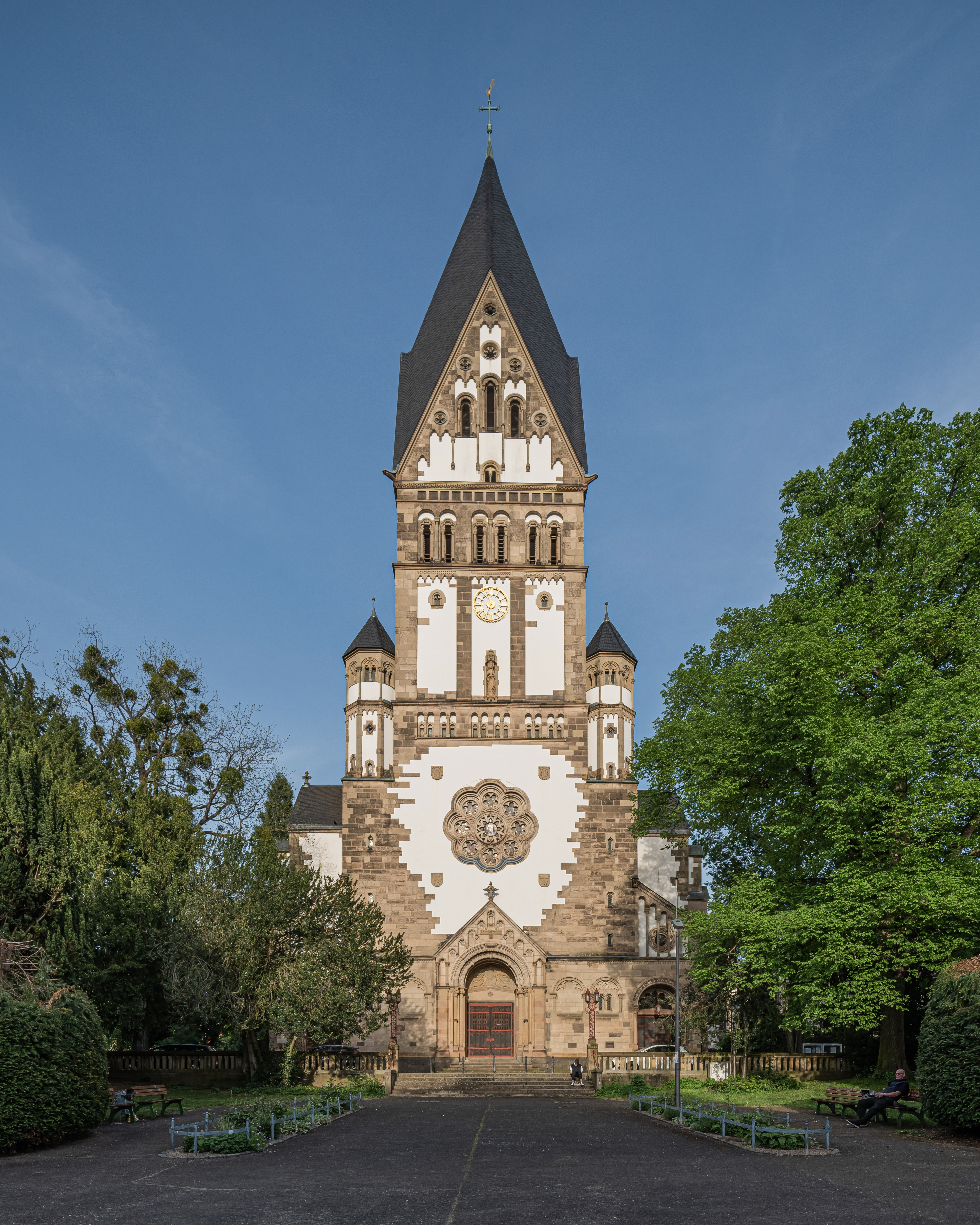
Iglesia de Santa Isabel, en Bonn, excatedral del ordinariato militar

El ordinariato militar tiene jurisdicción personal peculiar ordinaria y propia sobre los fieles católicos militares de rito latino (y otros fieles definidos en los estatutos), incluso si se hallan fuera de las fronteras del país, pero los fieles continúan siendo feligreses también de la diócesis y parroquia de la que forman parte por razón del domicilio o del rito, pues la jurisdicción es cumulativa con el obispo del lugar. Los cuarteles y los lugares reservados a los militares están sometidos primera y principalmente a la jurisdicción del ordinario militar, y subsidiariamente a la jurisdicción del obispo diocesano cuando falta el ordinario militar o sus capellanes. El ordinariato tiene su propio clero, pero los obispos diocesanos le ceden sacerdotes para llevar adelante la tarea de capellanes militares de forma exclusiva o compartida con las diócesis. Según el artículo 4 de los estatutos del ordinariato militar: «todos los militares católicos y los civiles católicos que se integren en las fuerzas armadas (Bundeswehr) según las leyes aplicables están sujetos a la jurisdicción del obispo castrense. Asimismo, los familiares católicos de soldados profesionales, soldados temporales y los civiles mencionados, incluso si el padre no es católico.»
La sede del ordinariato militar se encuentra en la ciudad de Berlín, en donde se halla la Catedral basílica de San Juan Bautista. En Bonn se encuentra la excatedral de Santa Isabel, que fue la catedral del ordinariato militar desde 1956 a 2005.
En 2023 en el ordinariato militar existían 78 parroquias agrupadas en 4 decanatos:
- Berlín, responsable de Berlín, Brandeburgo, Turingia, Sajonia, Sajonia-Anhalt y Mecklemburgo-Pomerania Occidental (interior);
- Kiel, para Schleswig-Holstein, Hamburgo, Bremen, Baja Sajonia y Mecklemburgo-Pomerania Occidental (costa);
- Colonia, para Renania del Norte-Westfalia, Hesse, Renania-Palatinado y Sarre;
- Múnich, para Baviera y Baden-Württemberg.

## Historia

### Vicariato castrense
El vicariato castrense fue erigido para el Reino de Prusia en 1868, pero fue abolido al finalizar la Primera Guerra Mundial.
Se restableció el 20 de julio de 1933 de acuerdo con el artículo 27 del Reichskonkordat, pero después del final de la Segunda Guerra Mundial, el ejército alemán se disolvió y el vicariato se suprimió. Todos los vicarios castrenses fueron obispos titulares.
Se restableció nuevamente en 1956, cuando se reconstituyó el nuevo ejército de la República Federal de Alemania (Bundeswehr). Los vicarios castrenses fueron desde entonces a la vez arzobispos u obispos diocesanos.

### Ordinariato militar
Mediante la promulgación de la constitución apostólica Spirituali Militum Curae por el papa Juan Pablo II el 21 de abril de 1986 los vicariatos militares fueron renombrados como ordinariatos militares o castrenses y equiparados jurídicamente a las diócesis. Cada ordinariato militar se rige por un estatuto propio emanado de la Santa Sede y tiene a su frente un obispo ordinario nombrado por el papa teniendo en cuenta los acuerdos con los diversos Estados.

## Estadísticas
Según el Anuario Pontificio 2024 el ordinariato militar tenía a fines de 2023 un total de 52 sacerdotes y 4 religiosos.
| Año                                                                             | Población            | Población | Población      | Sacerdotes | Sacerdotes    | Sacerdotes    | Bautizados por sacerdote | Diáconos permanentes | Religiosos | Religiosos | Parroquias |
| Año                                                                             | Bautizados católicos | Total     | % de católicos | Total      | Clero secular | Clero regular | Bautizados por sacerdote | Diáconos permanentes | Varones    | Mujeres    | Parroquias |
| ------------------------------------------------------------------------------- | -------------------- | --------- | -------------- | ---------- | ------------- | ------------- | ------------------------ | -------------------- | ---------- | ---------- | ---------- |
| 1999                                                                            |                      |           |                | 69         | 63            | 6             |                          |                      | 6          |            |            |
| 2000                                                                            |                      |           |                | 83         | 79            | 4             |                          |                      | 4          |            |            |
| 2001                                                                            |                      |           |                | 82         | 77            | 5             |                          |                      | 5          |            |            |
| 2002                                                                            |                      |           |                | 80         | 77            | 3             |                          |                      | 3          |            |            |
| 2003                                                                            |                      |           |                | 78         | 71            | 7             |                          |                      | 7          |            | 97         |
| 2004                                                                            |                      |           |                | 73         | 67            | 6             |                          |                      | 6          |            | 97         |
| 2013                                                                            |                      |           |                | 67         | 63            | 4             |                          |                      | 4          |            | 91         |
| 2016                                                                            |                      |           |                | 55         | 52            | 3             |                          |                      | 3          |            | 82         |
| 2019                                                                            |                      |           |                | 51         | 46            | 5             |                          |                      | 5          |            | 80         |
| 2021                                                                            |                      |           |                | 53         | 49            | 4             |                          |                      | 4          |            | 79         |
| 2023                                                                            |                      |           |                | 52         | 48            | 4             |                          |                      | 4          |            | 78         |
| Fuente: Catholic-Hierarchy, que a su vez toma los datos del Anuario Pontificio. |                      |           |                |            |               |               |                          |                      |            |            |            |

## Episcopologio

### Vicarios castrenses
- Franz Adolf Namszanowski † (22 de mayo de 1868-28 de mayo de 1872 renunció)
- Johann Baptist Assmann † (1 de junio de 1888-27 de mayo de 1903 falleció)
- Heinrich Vollmar † (9 de noviembre de 1903-1913 renunció)
- Heinrich Joeppen † (1 de octubre de 1913-1 de mayo de 1920 renunció)
  - Sede suprimida (1920-1933)
  - Sede vacante (1933-1938)
- Franz Justus Rarkowski, S.M. † (7 de enero de 1938-1 de febrero de 1945 renunció)
  - Sede suprimida (1945-1956)
- Joseph Wendel † (4 de febrero de 1956-31 de diciembre de 1960 falleció)
- Franz Hengsbach † (10 de octubre de 1961-22 de mayo de 1978 renunció)
- Elmar Maria Kredel † (22 de mayo de 1978-21 de julio de 1986 promovido a ordinario militar)

### Ordinarios militares

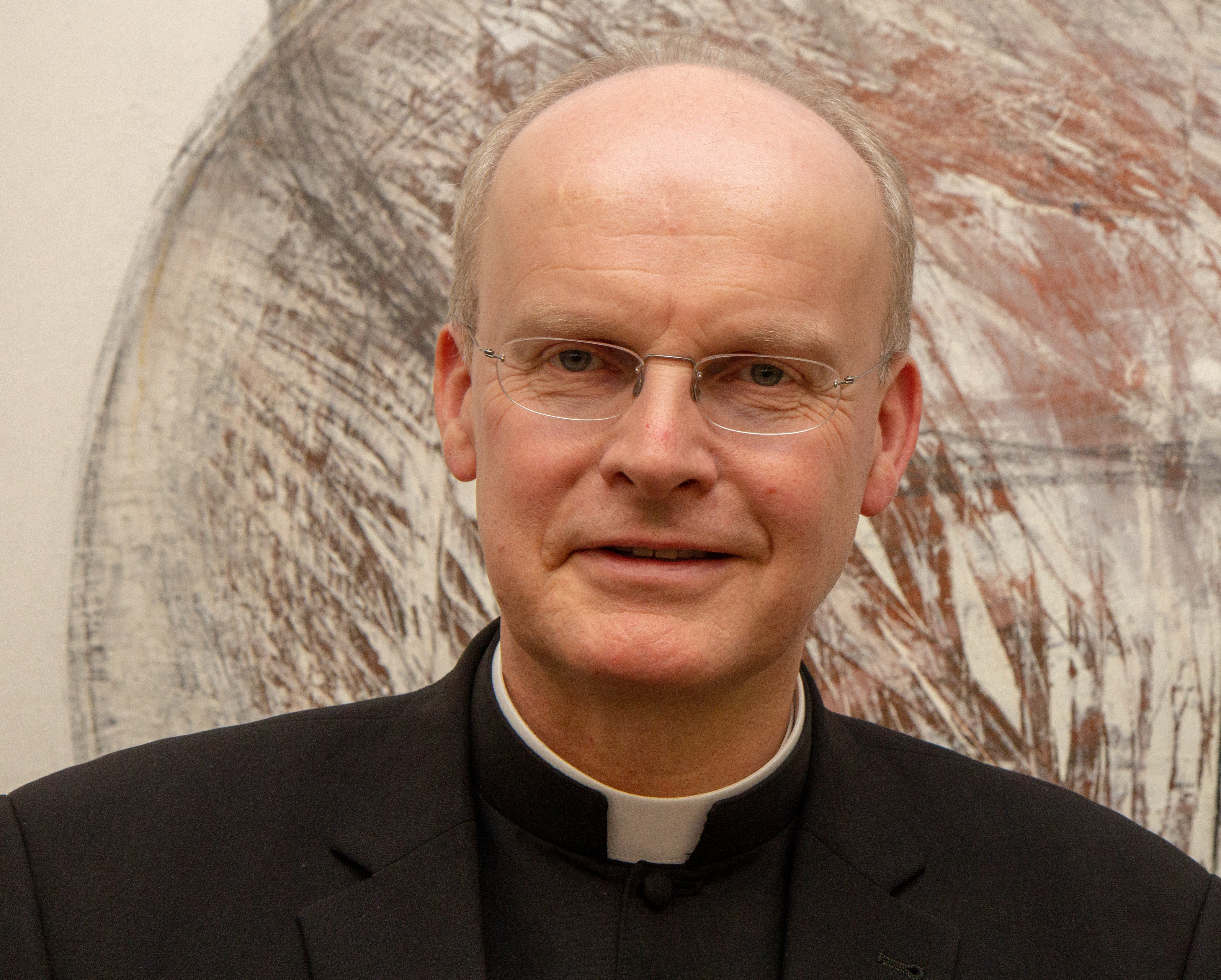
Franz-Josef Overbeck, ordinario militar desde 2011

- Elmar Maria Kredel † (21 de julio de 1986-30 de noviembre de 1990 renunció)[nota 2]
- Johannes Dyba † (30 de noviembre de 1990-23 de julio de 2000 falleció)[nota 3]
- Walter Mixa (31 de agosto de 2000-8 de mayo de 2010 renunció)[nota 4]
- Franz-Josef Overbeck, desde el 24 de febrero de 2011